# Stenospermation spruceanum
Stenospermation spruceanum är en kallaväxtart som beskrevs av Heinrich Wilhelm Schott. Stenospermation spruceanum ingår i släktet Stenospermation och familjen kallaväxter. Inga underarter finns listade.